# Хэ Жоюй
Хэ Жоюй (*何若愚, даты рождения и смерти неизвестны) — китайский врач времен династий Цзинь.

## Биография
Относительно даты и места рождения ничего не известно. Практиковал в основном в период династии Цзинь.
Был искусен в иглоукалывании и вливанию, хорошо разбирался в системе каналов и коллатералей. Является основателем методов иглоукалывания по «выливание и вливанию Цзы-У», чему посвятил специальный трактат в 1153 году (состоял из 3 цзюней). Основываясь на записях в каноне «Хуанди нэй цзин» («Канон Желтого императора о внутреннем») и в других древних книгах, он первым стал применять укалывание «открытых» точек в определенные части суток по закономерностям циркуляции ци и крови в каналах. Кроме того, Хэ Жоюй предложил использовать числа, которые «порождают» и «формируют», при стимуляции и седатации, а также по определенным принципам устанавливать продолжительность иглоукалывания в зависимости от числа выдохов и вдохов пациента.